# Сиуанские народы
Сиуанские народы или народы сиу — группа коренных народов и племён Северной Америки, говорящих на языках сиу и обитающих в прериях.
Религия — христианство (протестантизм, католичество), но сохраняют и традиционные верования.

## Расселение
В XVII—XVIII вв. населяли степи от реки Миссисипи до Скалистых гор. Происходят с предгорий Аппалачей, где вели оседлое хозяйство. Дакота, один из народов этой группы, населяет штаты Миннесота, Небраска, Северная Дакота и Южная Дакота. В США их 10 тыс., в Канаде — 3 тыс. Другой народ, омаха, жили в шт. Айова, Небраска, на р. Боу-Крик, в XVIII в. осели на берегах Миссури. Воевали с дакота. Их — 1,5 тыс. Ещё один народ, Айова, 1520 чел. — в Небраске, Канзасе, 280 — в Оклахоме, гл. образом в р-не р. Айова.
Предки сиу жили также в р-не Великих озёр, откуда их вытеснили алгонкины. Общая численность народов группы сиу в США — 103 тыс. чел.

## След в топонимике
По племенам сиу названо четыре штата США: Айова (от айова), Канзас (от канза: «люди воды»), Северная Дакота и Южная Дакота. Сиуанское название имеют штаты Миннесота и Небраска. В честь племени омаха («против течения») назван один из городов Небраски.

## Этнический и языковой состав
Все сиу делятся на три группы:
- дегиха, язык дегиха (омаха, понка, канза, осейджи, куапо);
- чивере, язык чивере (айова, ото, миссури);
- мандан, языки мандан,
- сиу, кроу, хидатса, ассинибойны — диалект языка дакота.

По другим данным выделяют отдельные языки: билокси, виннебаго, сиу, кроу, катоба, мандан, офо, тутело, хидатса, чивере, ючи. Диалекты языка сиу (дакота) (наиболее известный в истории народ группы сиу):
- лакота (племя, которое в свою очередь делится на оглала, брюле, хункпапа, миннеконжу, итазипчо, охенонпа, сихасапа)
- восточный дакота (племена вахпетоны, сиссетоны, мдевакантоны, вахпекуте)
- западный дакота (племена янктоны, янктонаи)
- накода (стони)
- накота (ассинибойны)

## Занятия
Племена сиу относят к типу индейцев прерий. Они позаимствовали у европейцев лошадь и перешли к конной охоте на бизонов. Помимо этого занимались другими видами охоты, рыболовством, собиранием дикого риса, подсечно-огневым земледелием. В 17-18 вв. торговали пушниной с европейцами. В 19 в. захват территорий племен дакота вызвал их вооруженное сопротивление, и они были расселены по резервациям. Среди ремесел можно назвать строительство плотов и кожаных лодок, выделка шкур, живопись на шкурах (нанесение орнамента), шитье бисером и др. Племена сиу были одни из самых воинственных, война была для них почётным и важным занятием. Типичное индейское оружие — лук, стрелы, копье, нож, томагавк. Ружья и металлические топоры они заимствовали у европейцев уже позже. А первоначально томагавк представлял собой не топор, а дубинку, палицу. Они могли быть разные: с круглым набалдашником, плоские с зубцами, типа кистеня.

## Быт
Жилища сиу были разные: полуземлянки, крытые землёй, корой, циновками, круглые глиняные дома, жилища из коры с двумя дымоходами. В походах жили в типи. Типи наиболее характерно именно для индейцев прерий. Это палатка, каркас её строился из жердей, поставленных конусом, который сверху покрывался бизоньими шкурами. Внутри, в центре типи, размещался костер. Внизу был один вход, прикрытый клапаном, а вверху — дымоход, тоже в виде клапана. Костюм индейца сиу состоял из рубахи, штанов, или набедренной повязки и ноговиц, у женщин — платье-рубаха, гл. образом из кожи. Обувь — мокасины. Характерно было украшать одежду бахромой. В орнаменте на одежде популярны были кресты. Интересен головной убор степных индейцев, который известен во всем мире, но типичен не для всех народов Америки. Это полоска кожи, в которую вставлялись орлиные перья. Верхушка пера красилась в черный цвет, и украшалась красной кисточкой. Каждое перо играло роль ордена: право носить перо индеец получал, совершив подвиг. У вождей такая коса из перьев иногда свисала сзади ниже пояса. Для украшения использовались ожерелья, почти всегда любой индеец носил на шее «лекарство». Это — кожаный мешочек с амулетами, роль амулета мог играть любой предмет. Основу пищи индейцев составляло мясо бизонов.

## Социальная организация
Основной единицей у индейцев вообще был не род, а племя. Племя делилось на фратрии и роды. На примере омаха — 2 фратрии делились на 5 патрилинейных родов, во главе фратрии — 2 вождя, совет из 7 наследственных вождей и 5 хранителей племенных фетишей. Военными делами руководил род оленя. Семья — большая. Айова состояли из 2 фратрий (зимы и лета), возглавляемых по полгода двумя вождями из родов бизона и медведя.

## Верования
Сиу имели веру в духов (анимизм), шаманизм, военные и хозяйственные культы, исполняли разные ритуалы, часто изуверские, с самоистязаниями. Существовали тайные союзы (мужские, шаманские). Существовала магия (лечебная). У омаха, например, союз поогтун включал только вождей, а союз хаетуена — только отличившихся воинов. Вакан, или ваканда — высший дух у сиу, как маниту у алгонинов, безличный дух типа единого бога. Почитались духи — племенные покровители (никие, ивакан), а также другие объекты, стихии природы, солнце, луна и т. д. У манданов был культ «Женщины, живущей на луне». Она покровительствовала кукурузе и охоте. У дакота и ряда других племен была выработана четкая персонификация стихий: Тункан — дух земли, птица Вакиньян — огонь, гром и молния, Такушканшкан — 4 духа ветров, Унктехи — группа духов воды, подземного и подводного миров. Они имели соответствия с цветом и стороной горизонта: Тункан — синий, север, Вакиньян — красный, восток, Такушканшкан — черный, юг, Унктехи — желтый, запад. Число 4 было священным (как и во всей Америке), символизировало стороны горизонта, их же символизировал крест. Главный праздник — пляска солнца, проводилась раз в год. Типи ставились в круг, и одно в центре, — солнце. Приглашались гости, и праздник продолжался несколько дней. Главными ритуалами были самоистязания, игравшие, видимо, роль жертвоприношений. Жертвы в полном смысле у сиу отсутствовали.